# Noordse landen

Noordse landen

De Noordse landen vormen een regio in Noord-Europa, ook wel de Noordse regio genoemd, bestaande uit Denemarken, Finland, IJsland, Noorwegen en Zweden, en hun overzeese gebiedsdelen zoals Åland, de Faeröer en Groenland. Vaak wordt niet geheel terecht de term Scandinavië gebruikt voor de Noordse landen.
De vijf landen van de regio en de drie autonome regio's delen een gezamenlijke geschiedenis en karakteristieke maatschappelijke kenmerken, zoals hun politieke systemen. Politiek gezien vormen de Noordse landen geen aparte eenheid, maar ze werken wel samen in de Noordse Raad. Taalkundig gezien is het gebied heterogeen, met drie niet-verwante taalgroepen, de Noord-Germaanse tak van de Indo-Europese talen en de Oostzeefinse en Samische takken van de Oeraalse talen en de Eskimo-Aleoetische taal Kalaallisut die in Groenland gesproken worden. De Noordse landen hebben samen een bevolking van 25 miljoen verspreid over een oppervlakte van 3,5 miljoen km² (Groenland omvat 60% van de oppervlakte).
Recent heeft ook Estland zich aangemeld als een Noords land, alhoewel het over het algemeen gezien wordt als een Baltische staat. Estland heeft nauwe taalkundige, etnische en culturele banden met Finland, wat culturele banden met Zweden en Denemarken, en investeringen en handel met de Noordse landen.

## Etymologie en terminologie
De term Noordse landen is afgeleid van de Franse term Pays Nordique als equivalent van de lokale termen Norden (Scandinavisch), Pohjola/Pohjoismaat (Fins), Norðurlönd (IJslands) en Norðurland (Faeröers) met de betekenis "Het Noorden (de Noordse landen)".
Soms wordt de term Scandinavië, alhoewel niet consequent, gebruikt als synoniem voor de Noordse landen. Vanaf de jaren 50 van de 19e eeuw omvatte Scandinavië, zowel politiek als cultureel Denemarken, Noorwegen, Zweden en Finland. Geografisch gezien omvat het Scandinavisch Schiereiland het vasteland van Zweden en het vasteland van Noorwegen, en ook een deel van Finland, terwijl het schiereiland Jutland het vasteland van Denemarken en een klein deel van Duitsland omvat. (Denemarken zelf heeft sinds 1658 geen gebieden meer op het Scandinavisch Schiereiland). De Faeröer en IJsland zijn "Scandinavisch" in de zin dat ze gekoloniseerd werden door Scandinaviërs en Scandinavische talen spreken, maar geografisch gezien behoren ze niet tot Scandinavië. Finland was eens een deel van Zweden, en is voor een belangrijk deel beïnvloed door de Zweedse cultuur, maar is geografisch gezien geen deel van Scandinavië. Evenmin is het Fins een Scandinavische taal. Groenland werd gekoloniseerd door de Noren, en is nu een deel van Denemarken, door een deel van de bevolking wordt Deens gesproken, maar geografisch gezien hoort het bij Noord-Amerika.
In de geologie is de term voor het land van het Baltisch schild (ook wel Fennoscandisch schild genoemd) dat boven zeeniveau ligt Fennoscandia (van de Latijnse toponiemen Fennia en Scania).
Voor de 19e eeuw kan het zijn dat de term Noords gebruikt werd als synoniem voor Noorden in de betekenis van Noord-Europa, inclusief Europees Rusland, de Baltische staten (toen Estland, Lijfland en Koerland, Litouwen) en soms de Britse Eilanden en andere landen aan de kusten van de Oostzee en de Noordzee.

## Geschiedenis
De Noordse landen worden gekenmerkt door een vergelijkbare maatschappij en cultuur. Dit komt niet alleen door een vergelijkbare omgeving en traditionele maatschappij maar ook van een gezamenlijke geschiedenis.
Tijdens de Middeleeuwen deelden de gebieden, nu bestaande uit Noorwegen, Zweden, Denemarken en IJsland, een gelijksoortige cultuur, taal (Oudnoords) en religieuze (Noordse mythologie) omgeving. Vanaf ongeveer de 12e eeuw begon in wat nu Finland is (taalkundig Oostzee-Fins en breder Fins-Oegrisch) het delen van de algemene ontwikkelingen omdat het steeds meer integreerde in het koninkrijk Zweden. Een ander voorbeeld van het diepgewortelde gezamenlijke verleden zijn de inheemse Saamen (taalkundig Fins-Oegrisch) in het huidige Noord-Noorwegen, Zweden en Finland (en verder). Alle Noordse landen hebben wel minderheidsgroepen die hun erfenis hebben van een bevolking uit een ander Noords land.
Na de kerstening rond het jaar 1000, zorgde het proces van eenwording voor het ontstaan van Denemarken, Noorwegen en Zweden als aparte koninkrijken. Finland werd een deel van Zweden in het midden van de 13e eeuw, terwijl IJsland, de Faeröereilanden, de Shetlandeilanden, de Orkneyeilanden, Groenland en grote delen van Schotland en Ierland behoorden aan Noorwegen. Alle Noordse landen volgden de Reformatie van de Westerse Kerk tijdens de 16e eeuw en adopteerden de Lutherse Kerk als staatskerk - die nog steeds een grote aanhang hebben, alhoewel de status als staatskerk varieert. Finland heeft ook een kleinere Orthodoxe staatskerk waarvan de leden voornamelijk uit de gebieden komen die buiten de Zweedse invloed lagen ten tijde van de kerstening.
In de 14e eeuw werden Denemarken, Noorwegen (met IJsland) en Zweden (met Finland) samengevoegd onder één bewind, de Unie van Kalmar. Denemarken voerde al snel de boventoon, maar in het begin van de 16e eeuw herstelde Zweden zich als een apart koninkrijk. De Deense overheersing over Noorwegen duurde tot 1814 toen de koning gedwongen werd Noorwegen af te staan aan Zweden. IJsland, Groenland en de Faeröereilanden bleven bij Denemarken.
Nadat het een van de grootmachten van Europa was geworden verloor Zweden in de 17e eeuw uiteindelijk een voor een al zijn buitenlandse bezittingen. Dit proces culmineerde in het verlies van Finland aan Rusland in 1809, dat een autonoom grootvorstendom onder de Russische tsaar werd.
In de 19e eeuw was er een personele unie tussen Zweden en Noorwegen die in 1905 ontbonden werd na een steeds grotere onvrede van Noorwegen. Tezelfdertijd ontstond het Scandinavisme in Scandinavië. Deze beweging streefde ernaar om de drie Scandinavische landen samen te voegen tot één koninkrijk, echter zonder succes.

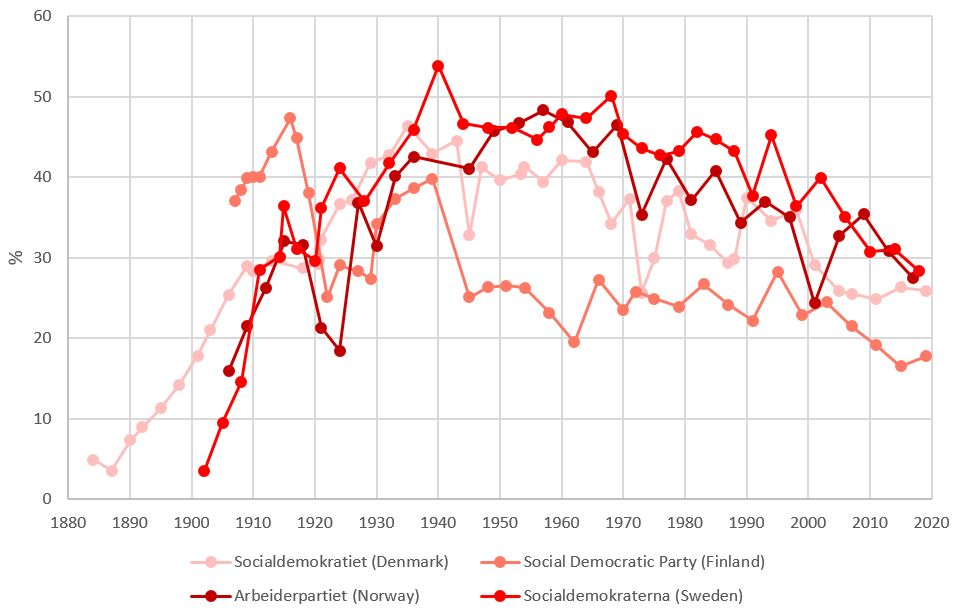
Stempercentage van de grootste sociaaldemocratische partijen in Denemarken, Finland, Zweden en Noorwegen

Tijdens de Eerste Wereldoorlog en midden in de Russische Revolutie van 1917, ontstond Finland voor het eerst als een onafhankelijke natie en het idee van een Noordse gemeenschap verving het idee van een verenigd Scandinavië. Tijdens de Tweede Wereldoorlog in 1944, werd IJsland onafhankelijk van Denemarken. De lidstaten van de Noordse Raad (gesticht in 1952) zijn zo ontstaan.
De Noordse landen delen dezelfde politieke opvattingen geïmplementeerd tijdens de naoorlogse periode, vooral op sociaaleconomisch gebied, het zogenoemde Scandinavische of Noordse model. Alle Noordse landen hebben grote, door belastinggeld gefinancierde, sociale voorzieningen en uitgebreide sociale wetgeving. In veel gevallen is dit te danken aan de politieke ambities van de vele sociaaldemocratische regeringen die aan de macht kwamen in de periode tussen de wereldoorlogen in ieder van de Noordse landen.

## De Noordse paspoortunie

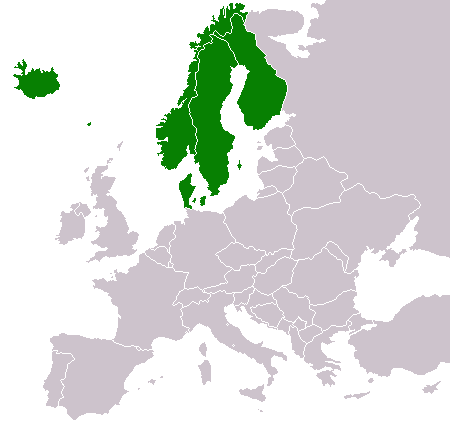
De Noordse Paspoortunie omvat Denemarken, Finland, IJsland, Noorwegen en Zweden.

De Noordse Paspoortunie, opgericht in 1954 en ingevoerd op 1 mei 1958, omvat Denemarken (+ Faeröereilanden 1 januari 1966), Finland, IJsland (24 september 1965), Noorwegen en Zweden. Niet van toepassing echter voor: Groenland, Spitsbergen, Jan Mayen, Bouveteiland en Koningin Maudland. Het maakt het voor inwoners van deze landen mogelijk om van het ene land naar het andere te reizen zonder paspoortcontrole en zonder dat men een paspoort bij zich hoeft te dragen. Andere inwoners kunnen ook binnen de Noordse landen reizen zonder paspoortcontrole aan de grens, maar ze moeten wel een paspoort of een ander identificatiedocument bij zich dragen.
Sinds 1996 zijn deze landen aangesloten bij de Akkoorden van Schengen, dat 30 landen van Europa omvat. Grenscontrole is afgeschaft binnen de Schengenzone en alleen een nationale identiteitskaart is nodig. Binnen het Noordse gebied is elke identiteitskaart, bijvoorbeeld een rijbewijs, geldig voor Noordse inwoners vanwege de Noordse paspoortunie.
Vanaf 25 maart 2001 gelden de Akkoorden van Schengen volledig in de vijf landen van de Noordse Paspoortunie (behalve de Faeröereilanden die buiten Schengen blijven). Sommige delen van de Noordse Paspoortunie geven extra rechten aan Noordse inwoners, die niet onder Schengen vallen, zoals minder papierwerk bij het verhuizen naar een ander Noords land, en minder voorwaarden bij naturalisatie.

## Politieke dimensie en indelingen
De Noordse regio heeft een politieke dimensie in de gezamenlijke officiële lichamen, de Noordse Raad en de Noordse Raad van Ministers. In deze context werden vele aspecten van een gemeenschappelijke markt zoals in de Europese Unie hier al ingevoerd decennia voor de Europese Unie ze implementeerde.
In de Europese Unie verwijst de Noordelijke Dimensie naar de externe en landsgrensoverstijgende politiek van de Noordse landen, de Baltische staten en Rusland.
Politiek gezien, is de Noordelijke Dimensie steeds minder belangrijk geworden, omdat de lidstaten het oneens zijn over lidmaatschap van de Europese Unie en de Eurozone. Noorwegen en IJsland zijn alleen lid van de NAVO. Zweden, Denemarken en Finland zijn lid van zowel de Europese Unie als de NAVO. Alleen Finland is ook lid van de Eurozone. De taken en politiek van de Europese Unie overlappen voor een groot gedeelte met die van de Noordse Raad, bijvoorbeeld de Akkoorden van Schengen overlappen deels de Noordse paspoort vrije zone en een gemeenschappelijke arbeidsmarkt.

## Vlaggen en symbolen

### Vlaggen

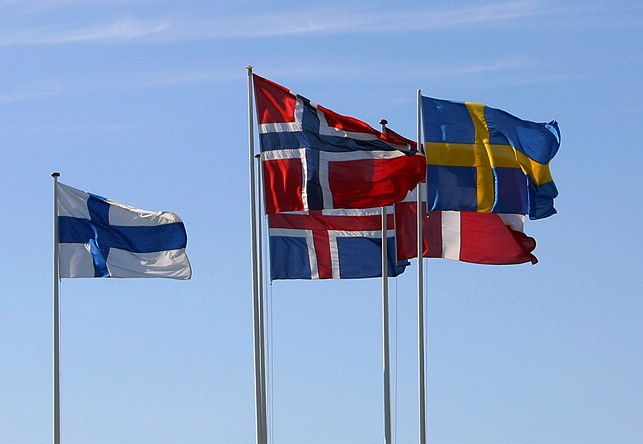
Noordse vlaggen

Alle Noordse landen, inclusief de autonome gebieden de Faeröer en Åland, en sommige niet-autonome regio's zoals Skåne, hebben een gezamenlijk vlagontwerp, gebaseerd op de Deense vlag, de Dannebrog. Ze tonen een uit het midden staand kruis met de kruising het dichtst bij de paal, het "Scandinavisch kruis".
| Denemarken | Faeröer | Finland | IJsland | Noorwegen | Zweden | Åland |

Groenland en de Saami hebben een vlag zonder het Scandinavisch kruis, maar zij hebben een cirkel die uit het midden geplaatst is net zoals het kruis.
| Groenland |  | Saami |

## Gebieden met een nauwe relatie met de Noordse landen
Verscheidene gebieden hebben een lange en nauwe relatie en identificeren zich vaak met sommige of alle Noordse landen. Ze worden echter voor het grootste gedeelte niet gezien als Noordse landen.

### Shetland- en Orkneyeilanden
De Noordelijke Eilanden van Schotland - de Orkney- en- Shetlandeilanden - hebben een sinds lang vaststaande Noordse identiteit. De eilanden waren meer dan 500 jaar een kolonie van Noorwegen, maar in 1472 viel het eigendom terug naar de Schotse kroon omdat de bruidsschat van Margareta van Denemarken en Noorwegen, de echtgenote van Jacobus III van Schotland, niet betaald werd.
Tijdens de Tweede Wereldoorlog werden Orkney en Shetland belangrijke bases voor het Noorse leger in ballingschap. De Shetland Bus was gestationeerd op Shetland en smokkelde vluchtelingen, spionnen en voorraden naar en van Noorwegen.
In latere jaren zijn de financiële banden, vooral in de maritieme industrie, het belangrijkst. Culturele en sportieve uitwisselingen zijn frequent. Een genetisch onderzoek toonde aan dat 60% van de mannelijke bevolking van Shetland en Orkney Noorse genen bevatten.
De traditionele band met Scandinavië komt ook tot uitdrukking in de vlaggen van beide eilanden, die beide het Scandinavisch kruis bevatten.
|  |  | Orkney |  | Shetland |

Andere regio's van de Britse eilanden hebben symbolen aangenomen die ook verwijzen naar een gelijkwaardige Noorse of Noors-Gaelic erfenis.

### Estland
Estland zelf ziet zich meer als een Noords dan een Baltisch volk, gebaseerd op sterke taalkundige, culturele en historische banden met Finland in het bijzonder, en ook met Zweden en Denemarken. Het Estisch is nauw verwant aan het Fins, en Esten, als etnische groep, zijn een Fins volk. Voor dat Estland door het Russische rijk werd opgenomen was het eeuwenlang een deel van het Deense en van het Zweedse koninkrijk: het wordt algemeen aangenomen dat de naam van de Estse hoofdstad Tallinn afgeleid is van het Ests taani linn, dat "Deense stad" betekent.
Historisch gezien zijn grote delen van Estlands noordwestelijke kust en eilanden bevolkt door een inheemse etnische Zweedse bevolking (Estlandzweden), Het grootste deel van Estlands Zweedse bevolking vluchtte in 1944 naar Zweden, het oprukkende Sovjetleger ontlopend. Slechts zo'n 2000 Zweden bleven achter.
Sinds de onafhankelijkheid van 1991, heeft Estland belangstelling getoond om zich met de Noordse gemeenschap te identificeren. In 1999 gaf de toenmalige Estse minister van Buitenlandse Zaken en sinds 2006 de huidige president Toomas Hendrik Ilves een toespraak getiteld: "Estland als een Noords land" voor het Zweedse Instituut voor Internationale Zaken. In 2003 was er tevens een tentoonstelling van het ministerie van buitenlandse zaken met de titel "Estland: Noords met een Draai." In 2005 werd Estland tevens lid van de Noordse Aanvalsgroep van de Europese Unie en het land toont interesse in het lidmaatschap van de Noordse Raad.
Er is een toenemende economische interactie tussen Estland en zijn Noordse buren. Driekwart van investeringen in Estland komt uit de Noordse staten, voornamelijk Finland en Zweden, waarnaar Estland 58% van zijn export exporteert.
Aan de andere kant verschilt het Estse politieke systeem en non-welfare-model van dat van de Noordse staten, en van vele andere Europese landen.

### Andere
Het noorden van Engeland, met name het noordoosten, was ooit een deel van het Deense Vikingrijk, en het moderne Geordie dialect dat in Newcastle-upon-Tyne wordt gesproken vertoont enige overeenkomst met de moderne Germaanse talen van de Noordse landen. De regio en bijbehorende cultuur hebben echter geen Noords Karakter.
Ten slotte had het meest noordelijke deel van Duitsland, Zuid-Sleeswijk op het Jutse schiereiland een Scandinavische identiteit, tot het in de midden van de 19e eeuw bij Duitsland kwam en verduitste. Nu is nog steeds het Noordse karakter van de Zuid-Sleeswijkse maatschappij en haar inwoners sterk aanwezig.
De naam Normandië betekent "land van de Noor(d)mannen", oftewel Vikingen. Dit volk was afkomstig uit Scandinavië. Zij spraken een Noord-Germaanse taal en vanaf ongeveer 800 ondernamen zij grootschalig overvallen en plundertochten in Europa. Ook het toenmalige Frankische Rijk werd het slachtoffer en de Kanaalkust werd zelfs gekoloniseerd door Noormannen. Hun leider Rollo kreeg in 911 het hertogdom Normandië in leen van de Westfrankische koning Karel de Eenvoudige.